# 侯增谦
侯增谦（1961年6月—），中国矿床学家，中国地质科学院地质研究所所长，中国科学院院士。

## 生平
侯增谦1961年6月出生于河北省藁城县（今石家庄市藁城区），1978～1982年在河北地质学院（今河北地质大学）矿床普查与勘探专业学习。1982～1985年在武汉地质学院北京研究生部岩石专业学习，获得硕士学位。1985～1988在中國地質大學矿物岩石矿床专业学习，获博士学位。
侯增谦主要从事于青藏高原及邻区的金属矿床地质研究，他组织实施“青藏高原碰撞与成矿”国家973项目，提出了大陆碰撞成矿论，为建立全新的大陆碰撞成矿理论体系奠定了重要框架。
2017年当选中国科学院院士。